# Emine Bozkurt

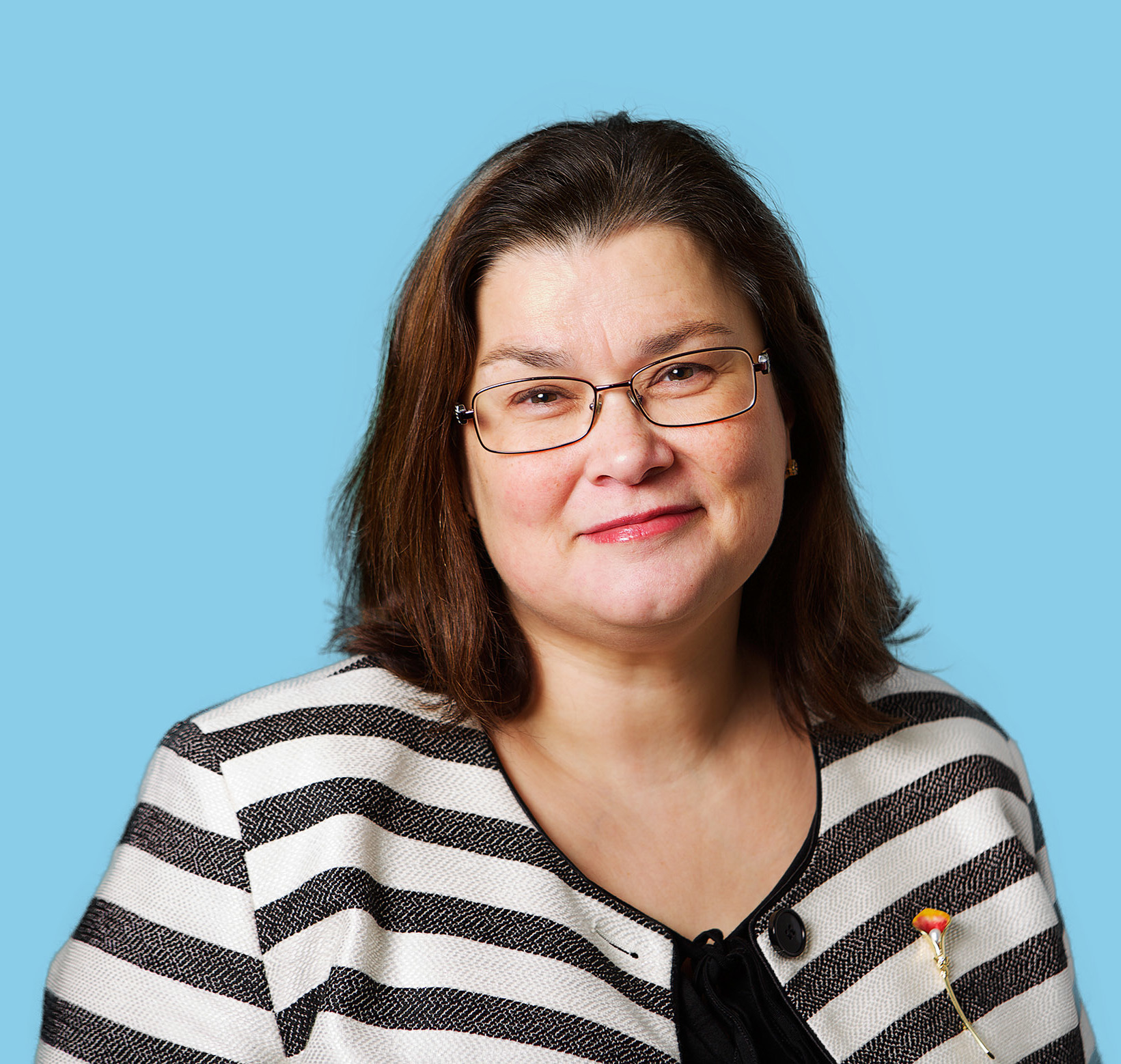
Emine Bozkurt (2016)

Emine Bozkurt (* 9. August 1967 in Zaandam) ist eine niederländische Politikerin (PvdA).
Nachdem sie European Studies an der Universität von Amsterdam studierte, war Bozkurt in verschiedenen Medien tätig. Bei der PvdA war sie von 1998 bis 1999 zunächst Vorstandsmitglied in Amsterdam, danach Mitglied des beratenden Ausschusses für Europapolitik und von 1999 bis 2001 gehörte sie zudem der parteiinternen Kerngruppe des multiethnischen Frauennetzes an. Seit 2004 ist sie Mitglied des Europäischen Parlaments.

## EU-Abgeordnete
Als EU-Abgeordnete ist Bozkurt in der Progressive Allianz der Sozialisten und Demokraten im Europäischen Parlament und Vorsitzende in der Delegation für die Beziehungen zu den Ländern Mittelamerikas. Ebenso ist sie Mitglied in der Konferenz der Delegationsvorsitze, im Ausschuss für bürgerliche Freiheiten, Justiz und Inneres, im Ausschuss für die Rechte der Frau und die Gleichstellung der Geschlechter, des Sonderausschusses gegen organisiertes Verbrechen, Korruption und Geldwäsche und der Delegation in der Parlamentarischen Versammlung Europa-Lateinamerika.